# Vincennes (Frankrijk)
Vincennes is een stad in het Franse departement Val-de-Marne. De plaats ligt ten zuidoosten van de hoofdstad Parijs en maakt deel uit van het arrondissement Nogent-sur-Marne. De gemeente telde 48.368 inwoners op 1 januari 2022.
Bezienswaardig is het kasteel van Vincennes, deels uit de 14e eeuw, met kerk en een 52 meter hoge donjon. Bij de stad ligt het park van Vincennes (Bois de Vincennes) van ca. 994 hectare, met onder andere een hippodroom en de Parijse dierentuin. Hoewel het park naar Vincennes is genoemd, is het administratief ingedeeld bij het 12e arrondissement van Parijs.

## Geschiedenis

### Ancien régime
Het Bois de Vincennes was een jachtgebied van de Franse koningen. Koning Lodewijk VII liet in 1162 een deel van het bos ommuren. Hij liet ook een jachtpaviljoen bouwen. In de 13e eeuw verbleven koningen Filips II en Lodewijk IX regelmatig in Vincennes en zij liet het paviljoen uitbouwen tot een landhuis. Ook hun nakomelingen verbleven vaak in Vincennes en het landhuis werd omgevormd tot een kasteel. In  1373 verrees onder koning Karel V een neerhof bij het kasteel waar hovelingen en dienaren konden verblijven. In 1715 verloor het kasteel zijn status als koninklijke residentie. Er werden verschillende manufacturen in ondergebracht.
In de nabijheid lag het dorp Pissotte, dat al in de 11e eeuw genoemd werd. Aan het einde van de 17e eeuw werd het een parochie samen de nederzetting bij het kasteel en vanaf 1787 vormden beide samen de gemeente Vincennes.

### Moderne tijd
Na de Franse Revolutie werden het kasteel, het kasteelpark en een deel van het Bois de Vincennes bij de gemeente gevoegd. In 1829 werd Vincennes verder uitgebreid, met delen van Montreuil en Fontenay-sous-Bois. Maar in 1929 werd het Bois de Vincennes aangehecht bij de stad Parijs. De gemeente, intussen een stad, groeide door de groei van de industrie en de komst van de spoorweg (station Verneuil-l'Etang) en de komst van de metro van Parijs (1934).

## Geografie
De oppervlakte van Vincennes bedroeg op 1 januari 2022 1,91 vierkante kilometer; de bevolkingsdichtheid was toen 25.323,6 inwoners per km².
De onderstaande kaart toont de ligging van Vincennes met de belangrijkste infrastructuur en aangrenzende gemeenten.

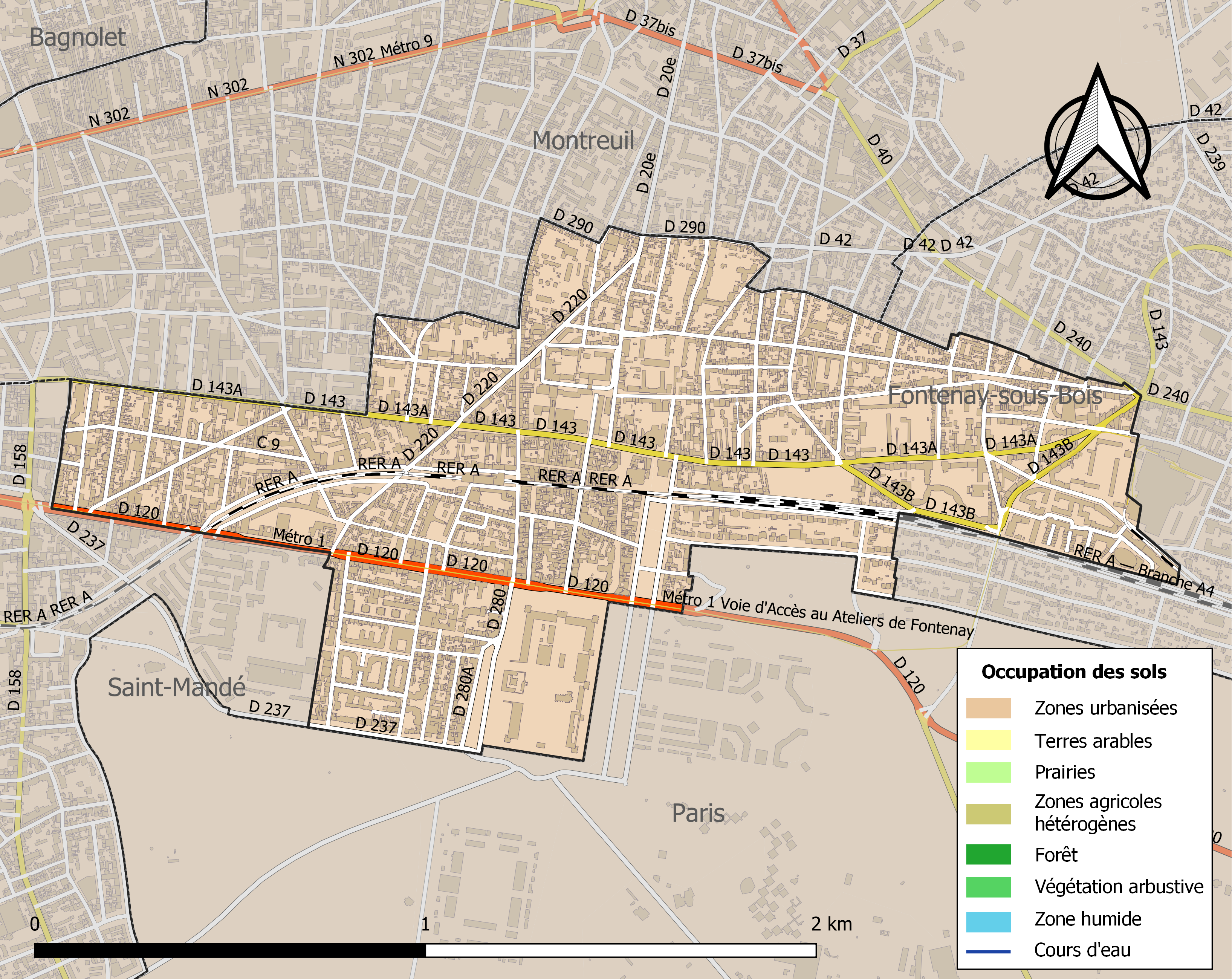

## Demografie
In de loop van de 19e en de eerste helft van de 20e eeuw kende de bevolking een sterke groei. Onderstaande figuur toont het verloop van het inwonertal (bron: INSEE-tellingen).

## Erfgoed
Buiten het kasteel van Vincennes telt de gemeente nog historische monumenten:
- Tour du Village, 42 meter hoge toren die onderdeel uitmaakte van de omwalling
- Kerk Saint-Louis (1914-1927)
- Stadhuis (1887-1891)

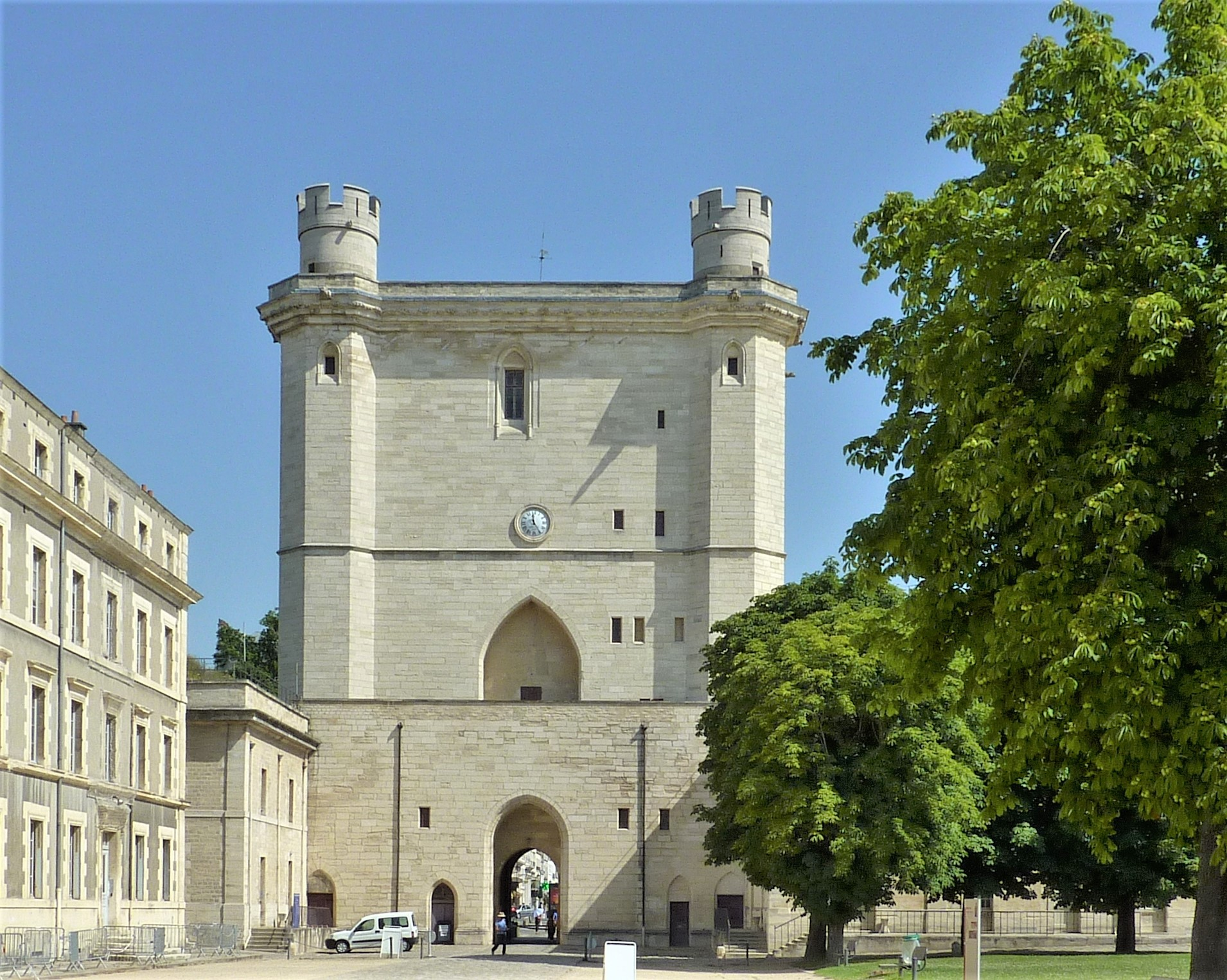
Tour du Village
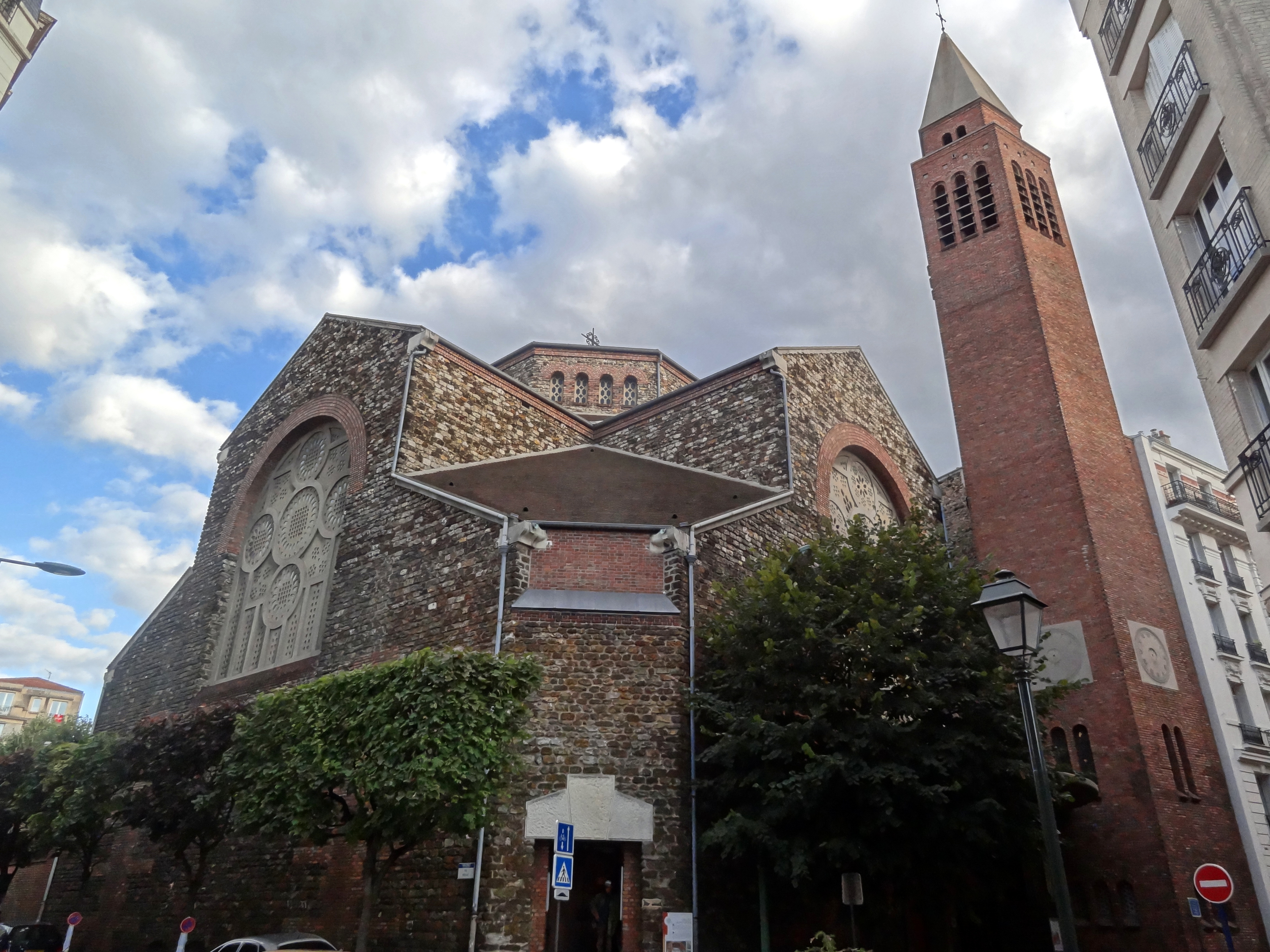
Kerk Saint-Louis
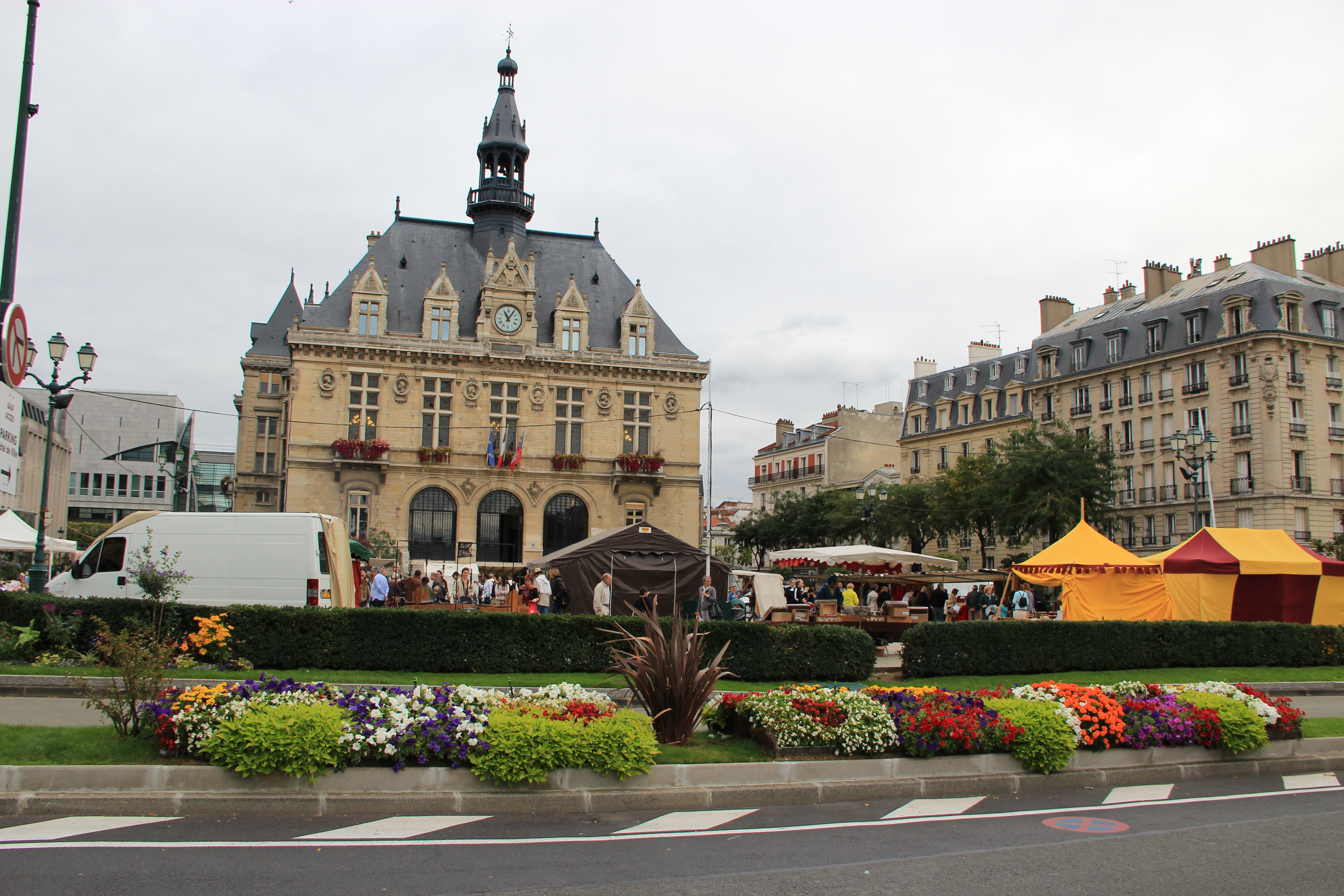
Stadhuis

## Bekende personen uit Vincennes

### Geboren
- Karel van Valois (1270-1325), stamvader van het koninklijk huis van Valois
- Filips V van Frankrijk (1293-1322), koning van Frankrijk
- Filips van Orléans (1336-1375), hertog van Orléans
- Johanna van Bourbon (1337-1378), koningin van Frankrijk
- Karel V van Frankrijk (1337-1380), koning van Frankrijk
- Lodewijk I van Anjou (1339-1384), graaf van Anjou en Maine
- Jan van Berry (1340-1416), hertog van Berry en Auvergne en graaf van Poitiers en Montpensier
- Anna Genoveva van Bourbon-Condé (1619-1679), prinses van Frankrijk
- Marie Anne van Bourbon (1666-1739), buitenechtelijke dochter van koning Lodewijk XIV van Frankrijk
- Jacques Bainville (1879-1936), historicus en journalist
- Pierre Messmer (1916-2007), militair, koloniaal bestuurder en politicus (premier van 1972 tot 1974)
- Michel Droit (1923-2000), schrijver
- Jean-François Lyotard (1924-1998), filosoof
- Michel Tognini (1949), ruimtevaarder
- Jérémy Taravel (1987), voetballer
- Pierre Bourdin (1994), voetballer

### Overleden
- Lodewijk X van Frankrijk (1289-1316), koning van Frankrijk
- Karel IV van Frankrijk (1294-1328), koning van Frankrijk
- Karel IX van Frankrijk (1550-1574), koning van Frankrijk
- Jules Mazarin (1602-1661), kardinaal van Italiaanse afkomst
- Lodewijk Antoon van Enghien (1772-1804), hertog van Enghien
- Antoine Claude (1807-1880), agent en hoofd van de Staatsveiligheid
- Alphonse Beau de Rochas (1815-1893), ingenieur en uitvinder
- Mata Hari (1876-1917), Nederlandse danseres en vermeende spionne
- Marcel Deprez (1843-1918), natuurkundige en elektrotechnicus